# エムラミノウミウシ
エムラミノウミウシ（学名: Hermissenda crassicornis）は、アオミノウミウシ科の小さく鮮やかな色をしたウミウシ（海生腹足類軟体動物）の一種である。

## 特徴
本種はおよそ50mmに成長する。色は場所によって差異があるが、背中に沿ったオレンジの縞で常に容易に見分けがつく。

## 分布
このウミウシは北はアラスカのコディアック島から南はメキシコのプンタ・エウヘニアにまで生息している。本種はカリフォルニア湾のバイア・デ・ロス・アンヘレスや日本でも観察されている。
日本においては北海道から本州沿岸に知られるが、伊豆半島以南ではきわめて希で、日本海側や東北以北では普通にみられる。

## 生息地
エムラミノウミウシは、磯の潮間帯や入江、三角江を含む様々な生息地で見ることができる。

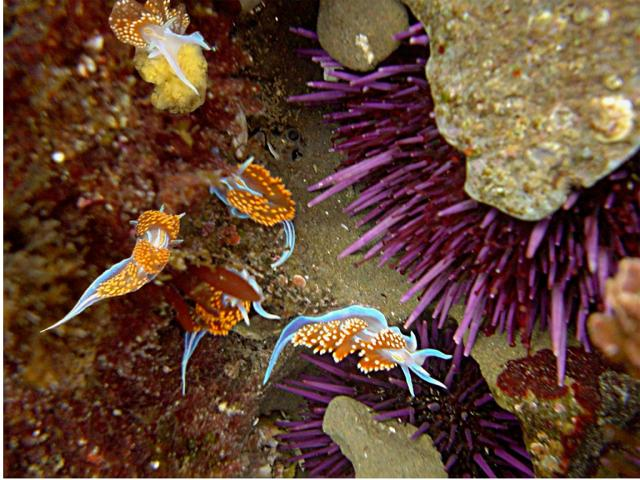
中央カリフォルニアの潮だまり中の5匹のエムラミノウミウシ

## 生活習性
エムラミノウミウシは、クラゲ期のヒドロ虫、ホヤおよびイソギンチャクといったその他の海洋動物を餌とする。他のウミウシを攻撃することもあり、同種のより小さな個体を捕食することもある。

## ギャラリー

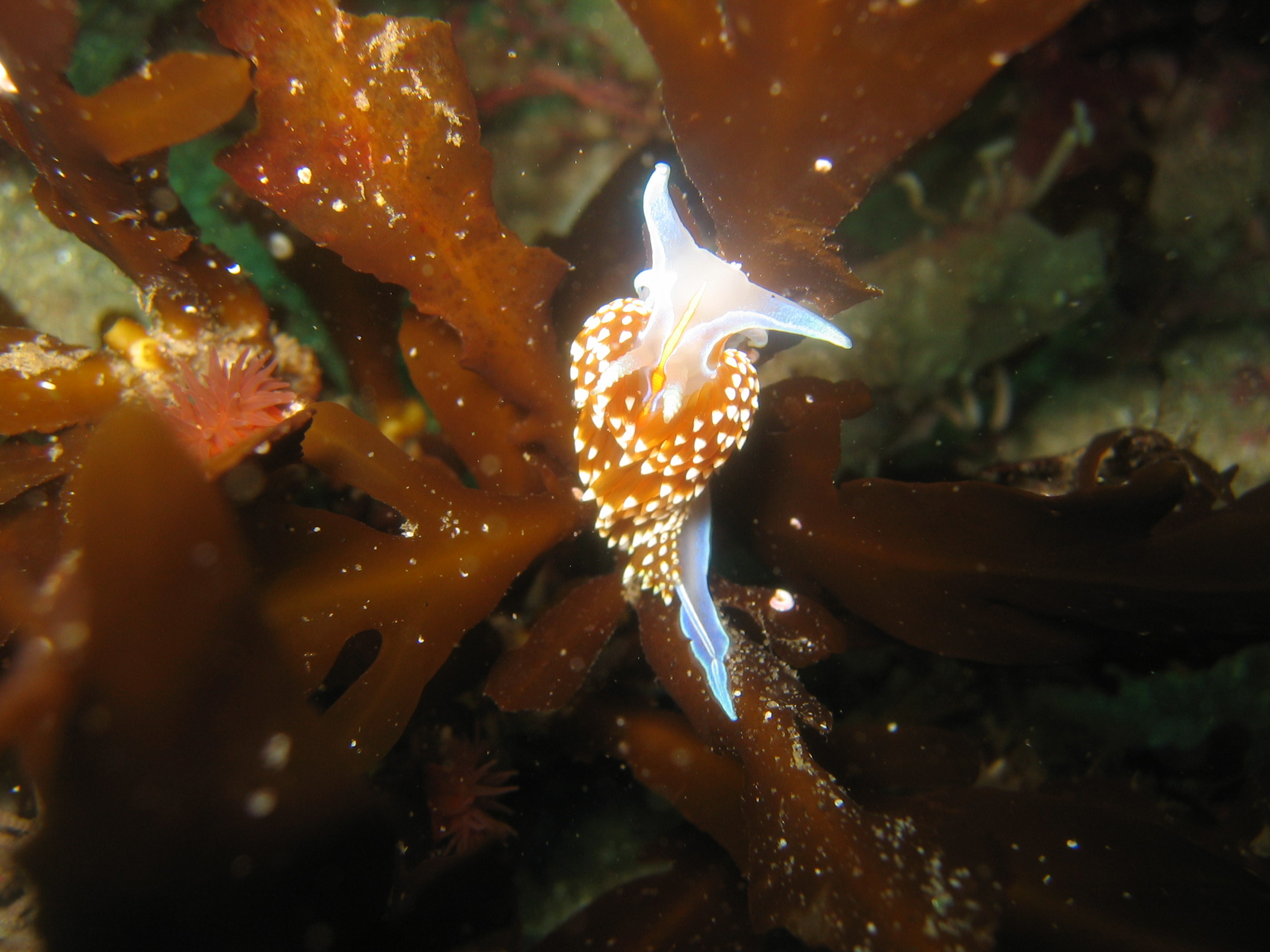
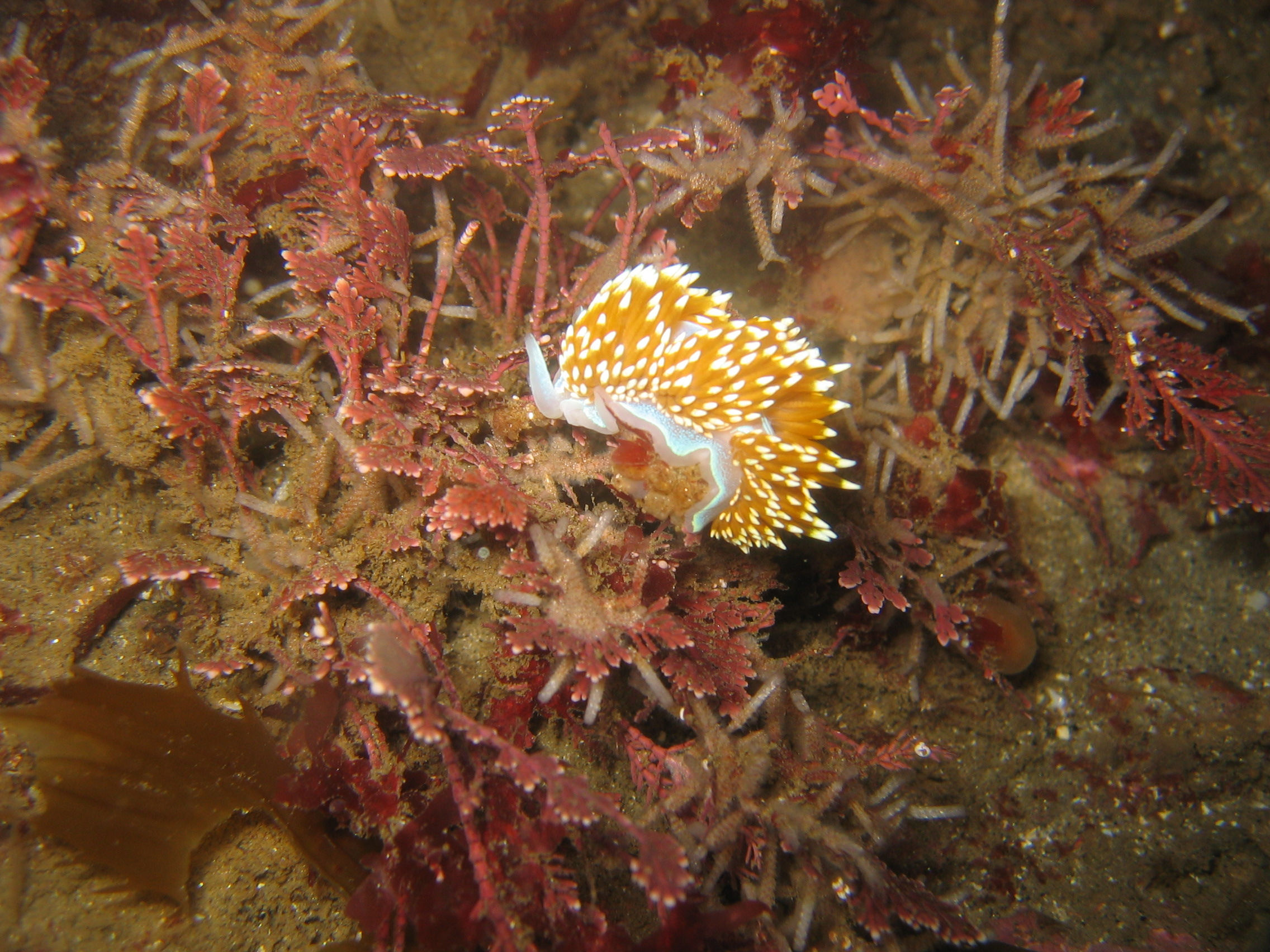
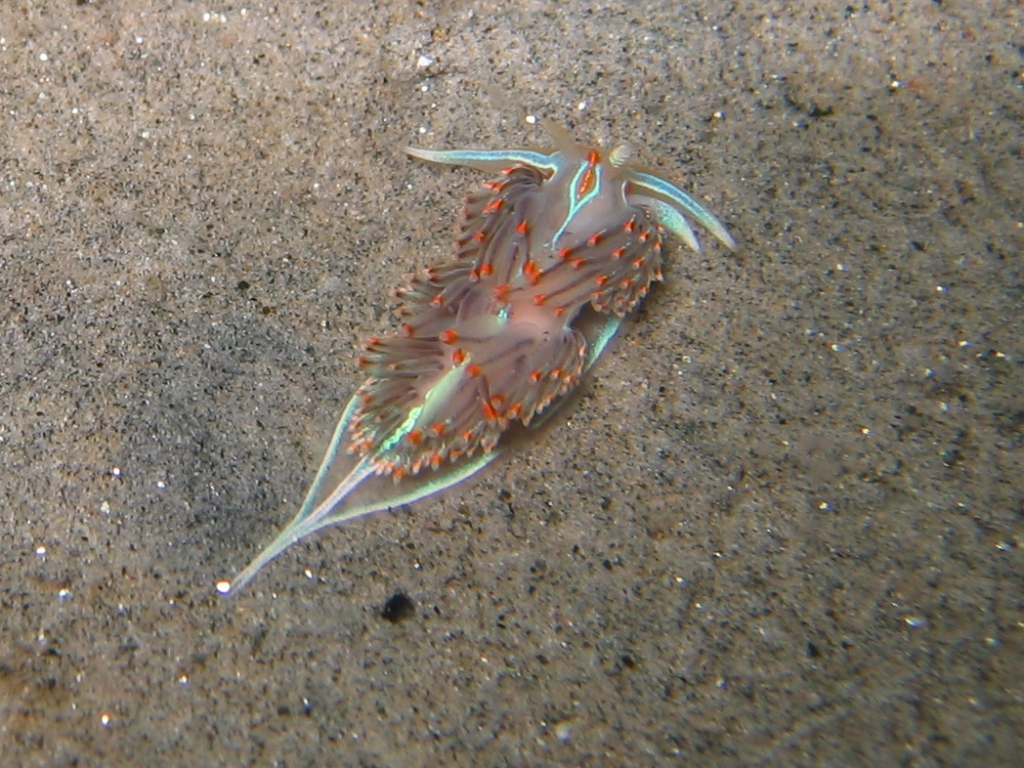
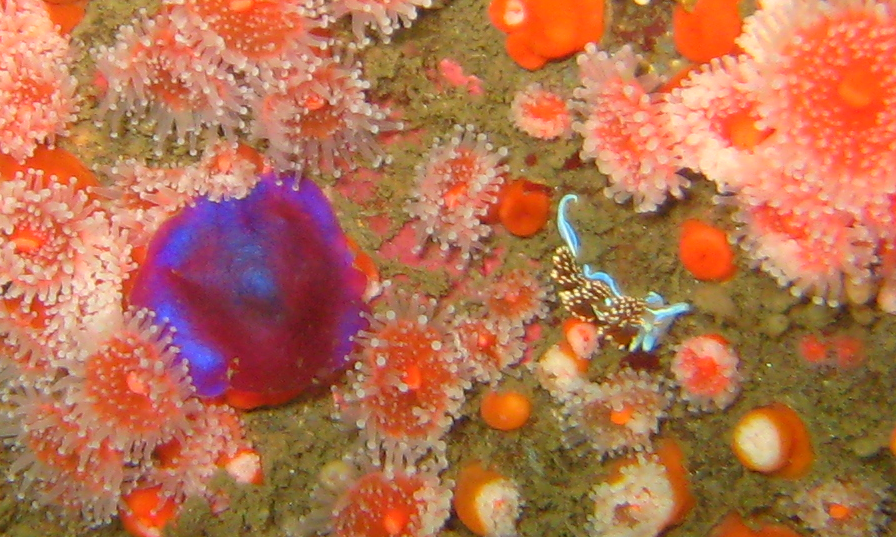

## 推薦文献
- Behrens David W. (1980). Pacific Coast Nudibranchs: a guide to the opisthobranchs of the northeastern Pacific. California: Sea Challenger Books. ISBN 978-0930118051